# 高登·摩爾
高登·厄爾·摩爾（英語：Gordon Earle Moore，1929年1月3日—2023年3月24日）是一名美國企業家和工程師，英特尔公司的共同創辦人之一。他最為人知的事蹟，是提出摩尔定律。截至2015年1月，他的净资产为67亿美元。在2019年美國400富豪榜，他以103億美元的資產，排名第46名
。
摩尔于2023年3月24日在夏威夷的家中逝世，享年94岁。

## 早年生活
摩尔首先在聖荷西州立大學就讀，并在那里认识了他后来的夫人。1950年他在伯克利加州大学获得化学学士，1954年又在加州理工學院获得化學博士学位。

## 职业生涯

### 早期
他进入由加州理工学院毕业生威廉·肖克利领导的贝克曼库尔特公司的肖克利半导体实验室。但又与“八叛逆”一起离开那里创立了仙童半导体公司。1965年4月19日，在《电子学》杂志中，他發表了著名的摩爾定律。

### 英特尔
1968年他与罗伯特·诺伊斯一起创立了英特尔公司，任公司副总裁，1975年他成为总裁和首席执行官。1979年4月至1987年4月他成为董事长和首席执行官，此后他任董事长。

## 慈善事业
摩尔以私人或基金会的形式向母校伯克利加州大学累计捐赠了超过1亿1千万美金。
2001年，摩尔和他的妻子向加州理工学院捐赠了六亿美元，这是美国的高等教育机构收到的第二大单笔捐赠，仅次于布隆伯格向约翰·霍普金斯大学捐赠的十八亿美元。他说他希望加州理工学院能够保持研究和技术的最先进。从1994年至2000年摩尔任加州理工学院的理事会主席，他现在依然任该校的理事。
剑桥大学数学中心的图书馆以及加州理工学院的摩尔实验室是以他和他的妻子命名的。